# Neocinnamomum mekongense
Neocinnamomum mekongense là loài thực vật có hoa trong họ Nguyệt quế. Loài này được (Hand.-Mazz.) Kosterm. miêu tả khoa học đầu tiên năm 1974.